# Duitse militaire begraafplaats Golm
De Duitse militaire begraafplaats Golm, gelegen in Kamminke is een militaire begraafplaats in Mecklenburg-Voor-Pommeren, Duitsland. Op de begraafplaats liggen omgekomen Duitse militairen en burgers uit de Tweede Wereldoorlog.

## Begraafplaats
Op de begraafplaats rusten circa 23.000 slachtoffers. De meeste slachtoffers zijn (ca. twintigduizend) zijn omgekomen tijdens geallieerde bombardementen op 12 maart 1945 op de haven van Swinemünde.
In 1944 was hier al een begraafplaats aangelegd met 1250 omgekomen militairen van de Luftwaffe, Kriegsmarine en de Heer.
Het merendeel van de slachtoffers ligt in een massagraf. Circa tweeduizend slachtoffers zijn geïdentificeerd.